# Marsippospermum reichei
Marsippospermum reichei är en tågväxtart som beskrevs av Franz Georg Philipp Buchenau. Marsippospermum reichei ingår i släktet Marsippospermum och familjen tågväxter. Inga underarter finns listade i Catalogue of Life.